# Nokia 9000 Communicator

Nokia 9000 Communicator a fost prezentat la târgul CeBIT în luna martie 1996. Avea o tastatură completă QWERTY. Produsul este un telefon GSM cu aplicații de fax, e-mail, mesaje scurte și acces la Internet.
Platforma sistemului de operare este GEOS dezvoltat de Geoworks care a colaborat cu Intel la dezvoltarea Nokia 9000. 
Intel furnizat un procesor 386 tactat la 24 MHz, 386 procesor și memoria flash este de 8 MB.
Memoria flash de 8 MB este împărțit între aplicații 4 MB, memorie de program 2 MB și datele de utilizator 2 MB.
Ecranul exterior avea diagonala de 1,75 țoli și ecranul interior avea diagonala de 4.7 țoli cu rezoluția de 640 x 200 de pixeli cu nuanțe de gri.

Nokia 9000 are un editor de documente numită Note, un calendar și jurnal aplicație cu funcții complexe, un ceas care afișează ora pe glob, o alarmă, un compozitor pentru tonuri de apel și alerte și un convertor valutar.
Se poate conecta la un PC prin portul infraroșu.
Serviciul de internet și servicile de WWW sunt furnizate prin intermediul Smart Messaging Nokia. 
Client de e-mail suportă protocoalele SMTP, MIME și POP3, precum accesul la distanță acces la distanță prin folosirea emulatorului VT100.